# Cho Nam-joo
 (octobre 2021).
La mise en forme du texte ne suit pas les recommandations de Wikipédia : il faut le « wikifier ».
Les points d'amélioration suivants sont les cas les plus fréquents. Le détail des points à revoir est peut-être précisé sur la page de discussion.
- Les titres sont pré-formatés par le logiciel. Ils ne sont ni en capitales, ni en gras.
- Le texte ne doit pas être écrit en capitales (les noms de famille non plus), ni en gras, ni en italique, ni en « petit »…
- Le gras n'est utilisé que pour surligner le titre de l'article dans l'introduction, une seule fois.
- L'italique est rarement utilisé : mots en langue étrangère, titres d'œuvres, noms de bateaux, etc.
- Les citations ne sont pas en italique mais en corps de texte normal. Elles sont entourées par des guillemets français : « et ».
- Les listes à puces sont à éviter, des paragraphes rédigés étant largement préférés. Les tableaux sont à réserver à la présentation de données structurées (résultats, etc.).
- Les appels de note de bas de page (petits chiffres en exposant, introduits par l'outil «  Source ») sont à placer entre la fin de phrase et le point final[comme ça].
- Les liens internes (vers d'autres articles de Wikipédia) sont à choisir avec parcimonie. Créez des liens vers des articles approfondissant le sujet. Les termes génériques sans rapport avec le sujet sont à éviter, ainsi que les répétitions de liens vers un même terme.
- Les liens externes sont à placer uniquement dans une section « Liens externes », à la fin de l'article. Ces liens sont à choisir avec parcimonie suivant les règles définies. Si un lien sert de source à l'article, son insertion dans le texte est à faire par les notes de bas de page.
- La présentation des références doit suivre les conventions bibliographiques. Il est recommandé d'utiliser les modèles {{Ouvrage}}, {{Chapitre}}, {{Article}}, {{Lien web}} et/ou {{Bibliographie}}. Le mode d'édition visuel peut mettre en forme automatiquement les références.
- Insérer une infobox (cadre d'informations à droite) n'est pas obligatoire pour parachever la mise en page.

Pour une aide détaillée, merci de consulter Aide:Wikification.
Si vous pensez que ces points ont été résolus, vous pouvez retirer ce bandeau et améliorer la mise en forme d'un autre article.
Cho Nam-joo ou Cho Nam-ju (조남주, née en 1978) est une sociologue, scénariste et écrivaine sud-coréenne. 

## Biographie
Cho Nam-joo est née à Séoul. Après des études de sociologie, elle devient scénariste pour la télévision pendant dix ans. Après son mariage et la naissance de son premier enfant, elle est contrainte d'arrêter de travailler pour devenir mère au foyer. Frustrée de ne pas pouvoir retourner travailler, elle se tourne vers l'écriture.
Ses deux premiers romans sont remarqués et remportent des prix littéraires, mais c'est son 3e roman, Kim Ji-young, née en 1982 (82년생 김지영, 82nyeonsaeng gimjiyeong), publié en 2016, qui la propulse sur le devant de la scène. Écrit en seulement deux mois, car « la vie de Kim Ji-young n'est pas si différente de la [sienne] », le roman décrit de manière subtile le sexisme quotidien qui entrave la vie des femmes coréennes. Elle s'est également inspirée de véritables témoignages de femmes au travail, de documentaires, d'articles. Succès de bouche-à-oreille, il atteint le million d'exemplaires vendus en 2018. Propulsé par le mouvement MeToo, il devient ainsi l'un des plus gros best-sellers de l'histoire éditoriale coréenne. Traduit dans 18 langues, le livre devient également un succès d'édition international. Il a également été adapté en film par le réalisateur Kim Do-young, sorti en 2019 en Corée du Sud. L'adaptation a été un franc succès puisqu'elle a terminé dans le top du box-office du pays dans la même année.

## Œuvres

### Romans
- (ko)귀를 기울이면, Gwireul giurimyeon (Si tu écoutes), 2011.

- (ko)고마네치를 위하여, Gomanechireul wihayeo (Pour Gomanechi), 2016.

- Kim Jiyoung, née en 1982, ((ko)82년생 김지영, 82nyeonsaeng gimjiyeong, 2016), Nil, 2020

- (ko)사하맨션, Sahamaensyeon (Le manoir Saha) 2019.

### Nouvelles
- (ko)그녀 이름은, Geunyeo ireumeun (Elle s'appelle) (2018)

## Récompenses
Prix Munhakdongne 2011 pour 귀를 기울이면
Prix Hwangsanbeol 2016 pour  고마네치를 위하여